# Крукстон (Минесота)
Крукстон (енгл. Crookston) град је у америчкој савезној држави Минесота.

## Демографија
По попису из 2010. године број становника је 7.891, што је 301 (-3,7%) становника мање него 2000. године.
| Група             | 2000.         | 2010.         |
| Белци             | 7.196 (87,8%) | 6.576 (83,3%) |
| Афроамериканци    | 41 (0,5%)     | 112 (1,4%)    |
| Азијати           | 40 (0,5%)     | 125 (1,6%)    |
| Хиспаноамериканци | 722 (8,8%)    | 871 (11,0%)   |
| Укупно            | 8.192         | 7.891         |